# Stictoptera striata
Stictoptera striata är en fjärilsart som beskrevs av George Francis Hampson 1894. Stictoptera striata ingår i släktet Stictoptera och familjen nattflyn. Inga underarter finns listade i Catalogue of Life.